# هيوستن روكتس
نادي هيوستن روكتس هو نادي كرة سلة من هيوستن، تكساس، الولايات المتحدة الأمريكية. تأسس عام 1967. ويلعب في هذا النادي النجمان ياو منج وهو أطول لاعب في الدوري الأمريكي واللاعب تراسي ماكجريدي.

## ألوان الفريق
الأحمر والأبيض والفضي.

## سجل بطولات الفريق
فاز مرتين ببطولة الدوري الأمريكي لكرة السلة للمحترفين في العامين:
1994، 1995.
لقب القسم الغربي: أربع مرات (1981 - 1986 - 1994 - 1995)
لقب مجموعة الجنوب الغربي: أربع مرات (1977 - 1981 - 1993 - 1994)

## التأسيس والانتقال
تأسس الفريق عام 1967 في سان دييغـو بعد أن اشتراه روبرت بريتبارد بـ 1.75 مليـون دولار، وشـارك في أول بطـولـة له في الدوري في موسم 1967-1968.
الفريق الذي سمي باسم روكيتس نسبة لاسم المدينة - حيث كان يلعب في ذلك الوقت في ملعب سان دييغـو أرينا - استطاع عام 1969 التاهل لمرحلة الإقصائيات لأول مرة في تاريخه بقيادة اللاعب ايلفين هايز.
وأصبح روكيتس أول فريق في مدينة هيوستن بولاية تكساس بعد أن اشتراه بيلي جولدبيرغ في عام 1975 الذي وصل فيه الفريق لمرحلة الإقصائيات لأول مرة بعد انتقاله للمدينة.

## انطلاقته وبطولاته
كالفن ميرفي أقصر لاعبي البطولة تمكن من قيادة الفريق لنهائي البطولة موسم 1980-1981 بعد أن تخطى عقبة ليكرز وسبرز بعد سبع مباريات مثيرة وكانساس سيتي كينغز (4-1) في نهائي القسم الغربي، ليخسر في نهائي البطولة من بوسطن سلتكس 4-2.
وكررها الفريق مجدداً في موسم 1985-1986 بقيادة نجميه رالف سامبسون وحكيم عليوان ليخسر نهائي البطولة مرة أخرى من سلتكس وبنفس النتيجة، بعد أن تخطى كينغز (3-0) وناغتس(4-2) وليكرز (4-1) على التوالي في الإقصائيات.

### حكيم عليوان
وانتظـر الفريق حتـى موسم 1993-1994 ليعود إلى الواجهة مرة أخرى، حيث قاده اللاعب المسلم حكيم عليوان لانطلاقة غير عادية بتحقيق 15 فوز متتالي ليصل بروكيتس إلى مرحلة الإقصائيات.
وبعد أن نجح روكيتس في تخطي بليزرز في أولى مراحل الإقصائيات تمكن من الصعود على حساب صنز إلى نهائي القسم الغربي أمام يوتا جاز.
بنتيجة 4-1 نجح روكيتس في هزم جاز والصعود إلى نهائي البطولة أمام نيويورك نيكس، وبعد سبع مباريات مثيرة تمكن الفريق من الفوز ببطولته الأولى.
ورغم البداية الصعبة في موسم 1994-1995 استطاع الفريق أن يتأهل لمرحلة الإقصائيات من المقعد السادس، ليصعد روكيتس على حساب جاز للدور نصف النهائي، الذي هزم فيه صنز 4-3 ويشق طريقه للنهائي أمام سبرز ويقصيه بعد ست مباريات.
وبالفعل تمكن الفريق من الوصول إلى النهائي أمام أورلاندو ماجـيك ويفوز بالنهائي الثاني له بعد أربع مواجهات فقط، ليكون هيوستن روكيتس هو أول فريق يفوز بالبطولة بعد تأهله سادساً.

## الإخفاق
وبعدها لم يتمكن الفريق من التأهل لنهائي البطولة مطلقا، على الرغم من تأهله عدة مرات لمرحلة الإقصائيات، ففي موسم 1996-1997 خسر نهائي القسم الغربي أمام جاز 4-2.
بل استمر اخفاقه بالخروج المبكر سنين عديده من الدور الأول.ولم يعد له ذكر بين الكبار

### رقم قياسي في مرحلة الإخفاق
كما حقق الفريق رقماً قياسياً في عـام 2008 حـيث فـاز في 22 مباراة متـتالية ليصبح ثاني فريق في تاريخ البطولة يحقق أطول سلسلة انتصارات بعد ليكرز.

## وصلات خارجية
- موقع النادي الرسمي